# Schöpfwerk

Schematische Darstellung einer Kettenpumpe und einer Kolbenpumpe

Ein Schöpfwerk ist eine Hebevorrichtung für Wasser. Sie zählt zu den ältesten von Menschen geschaffenen technischen Anlagen. Haupteinsatzgebiet ist die Bewässerung für die Landwirtschaft, wenn die Felder höher als das Wasser (z. B. Fluss) liegen, aber auch das Gegenteil davon, die Entwässerung von Land (z. B. von Kögen oder Sümpfen) oder die Landgewinnung bzw. Entwässerung von Niederungen und Marschen an der See und an Flüssen. Dabei wird das Wasser angehoben, um ein Gefälle für seinen Ablauf zu schaffen, beispielsweise ins Meer.

## Definitionen
Die Begriffe Schöpfwerk oder Pumpwerk werden in der Regel dort verwendet, wo der Abfluss durch ein offenes Gewässer erfolgt. Befördern die Pumpen Wasser oder andere Flüssigkeiten in eine Rohrleitung, insbesondere eine Druckleitung, so spricht man von Pumpwerk. Während  Pumpwerk jedoch meist dazu dient, Flüssigkeiten in Rohrleitungen über größere Entfernungen zu transportieren, haben Schöpfwerke lediglich die Aufgabe, das Wasser von einem niedrigeren auf ein höheres Niveau zu heben. Vor allem im Abwasserbereich wird auch der Begriff Hebeanlage verwendet.

## Hebeverfahren
Zum Heben des Wassers werden folgende Verfahren eingesetzt:
- Schöpfrad – ein Wasserrad mit Schöpfeimern
- Kettenpumpe – eine umlaufende Kette oder Seil mit Schöpfeimern
- archimedische Schraube – eine schneckenartige Vorrichtung
- Schwingbaum – Balken mit Hebelwirkung und Gegengewicht

## Antrieb
Schöpfwerke werden durch verschiedene Energiequellen angetrieben.
Windpumpen werden häufig in den Niederlanden, aber auch in anderen windreichen Regionen wie beispielsweise in Norddeutschland eingesetzt. Bei der Wasserkraft wird die Energie eines Fließgewässers verwendet. Wo die Aufgabe darin bestand, Wasser aus einem Fließgewässer zur Bewässerung von Feldern zu nutzen oder als Trinkwasser in einen fernen Brunnen zu transportieren, war es oft möglich die Pumpen mit der Wasserkraft dieses Fließgewässers zu betreiben. Wo es darum ging, Wasser aus einem Drainagesystem in ein Gewässer mit höherem Wasserspiegel zu heben, ging das nur in Ausnahmefällen (beispielsweise für Bergwerke) mit Wasserkraft, da man vor der Zeit elektrischer Antriebe Energie kaum vom Ort ihrer Gewinnung zum Ort ihrer Anwendung transportieren konnte. Deswegen verwendete man hierfür in windreichen Gegenden Windpumpen.
Im Laufe der Industrialisierung wurden schließlich immer mehr dampfbetriebene, später mit Benzin- oder Elektromotoren betriebene Wasserpumpen verschiedener Bauformen verwendet. Unabhängig vom Antrieb kann die Pumpe selber weiterhin die Form einer archimedischen Schraube haben.
Schöpfwerke wurden und werden teilweise auch heute noch durch Tiere angetrieben.

## Besonderheiten
Wo Wasser aus tief gelegenem Marschland in ein Tidengewässer befördert werden soll, gibt es mancherorts zweierlei Schöpfwerke: Polderschöpfwerke heben das Wasser in Hauptkanäle mit höherem Wasserspiegel, Mündungsschöpfwerke und Siele befördern es durch den Deich ins Tidengewässer. Um für den zweiten Schritt nicht unnötig viel Energie zu verbrauchen, gibt es vor dem Mündungsschöpfwerk ein Speicherbecken, auch Speicherpolder genannt, das während des Tidenhochwassers (Flut) angesammeltes Drainagewasser aufnehmen kann, das man dann während des Tidenniedrigwassers (Ebbe) passiv durch das Siel abfließen lässt.

## Galerie

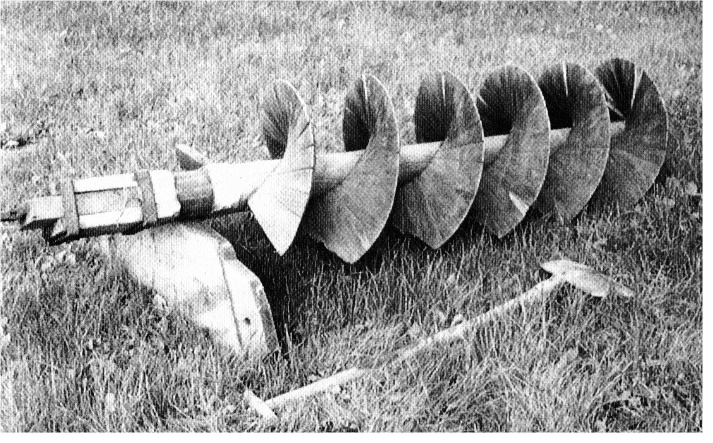
Hölzerne archimedische Schraube eines windbetriebenen Schöpfwerks
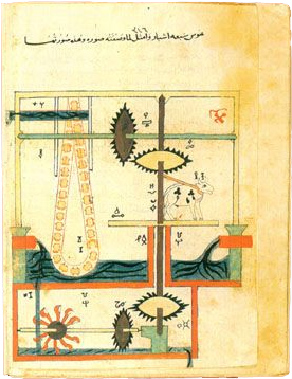
Wasserschöpfwerk des Al-Jazarī aus einer Handschrift um 1205
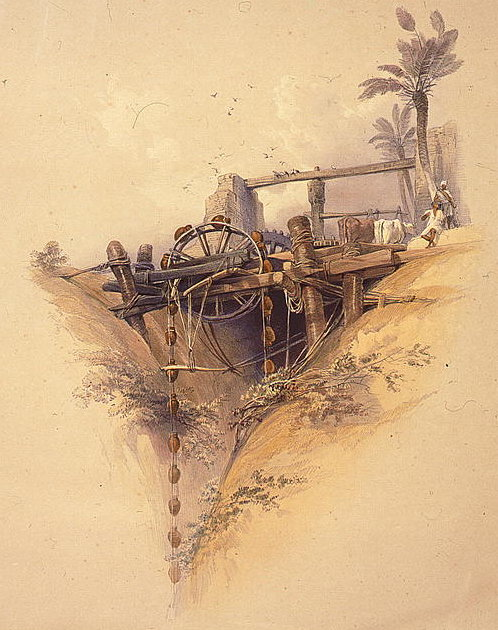
Göpelschöpfwerk (Sakiya) in Nubien, nach Gemälde von David Roberts von 1838
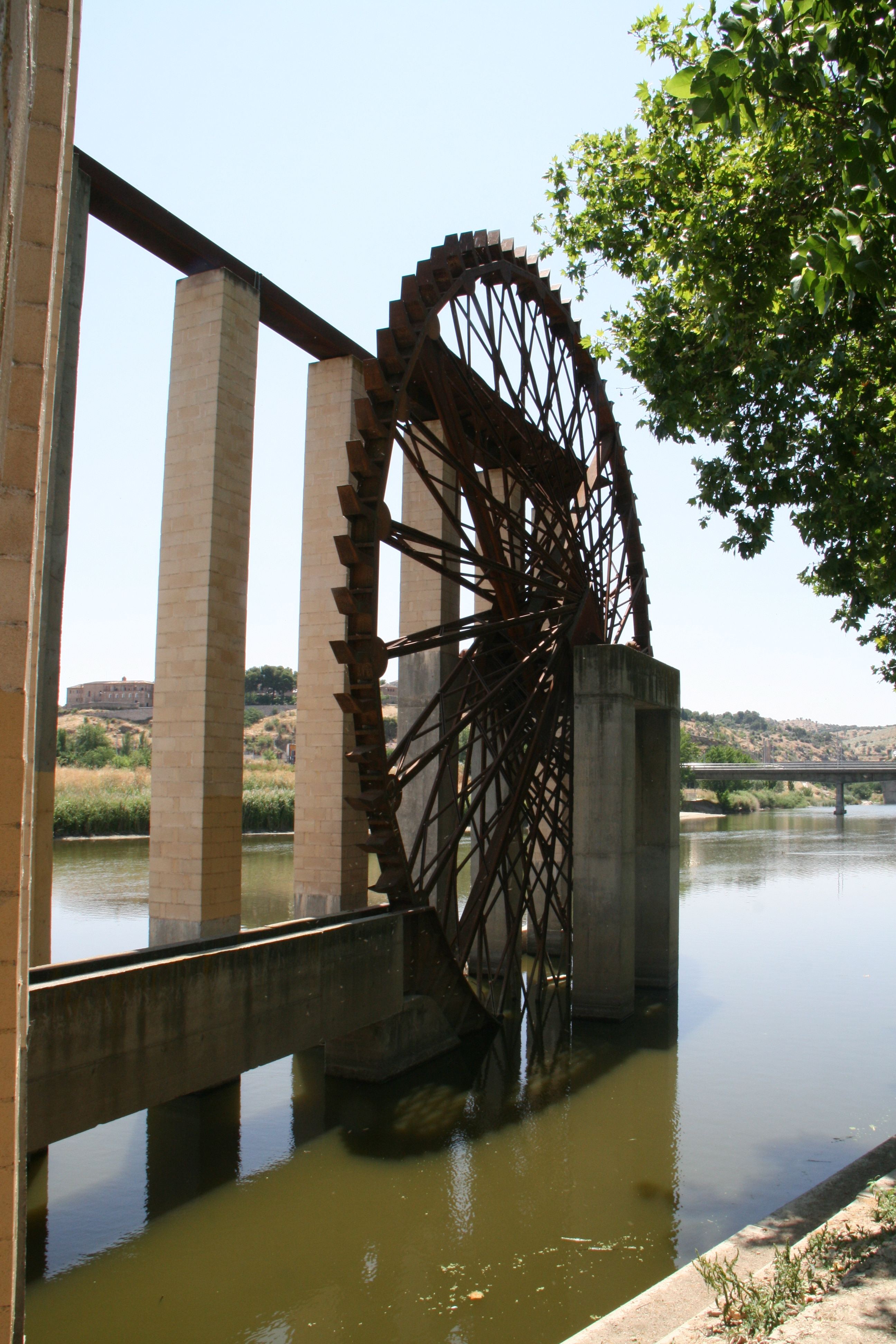
Noria am Tajo in Toledo
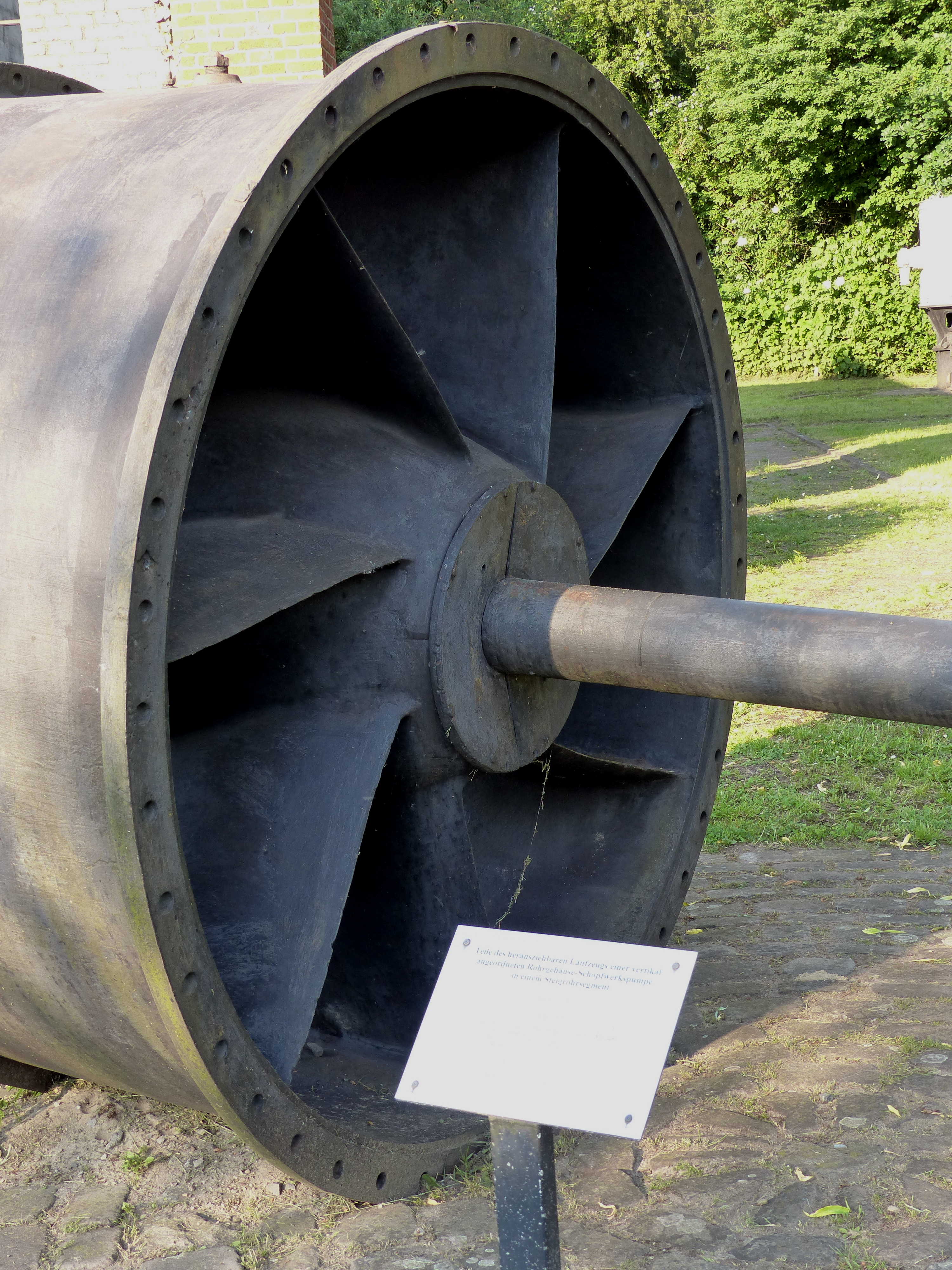
Rohrgehäusepumpe von 1928 des 1987 ersetzten Schöpfwerks Wasserhorst in Bremen
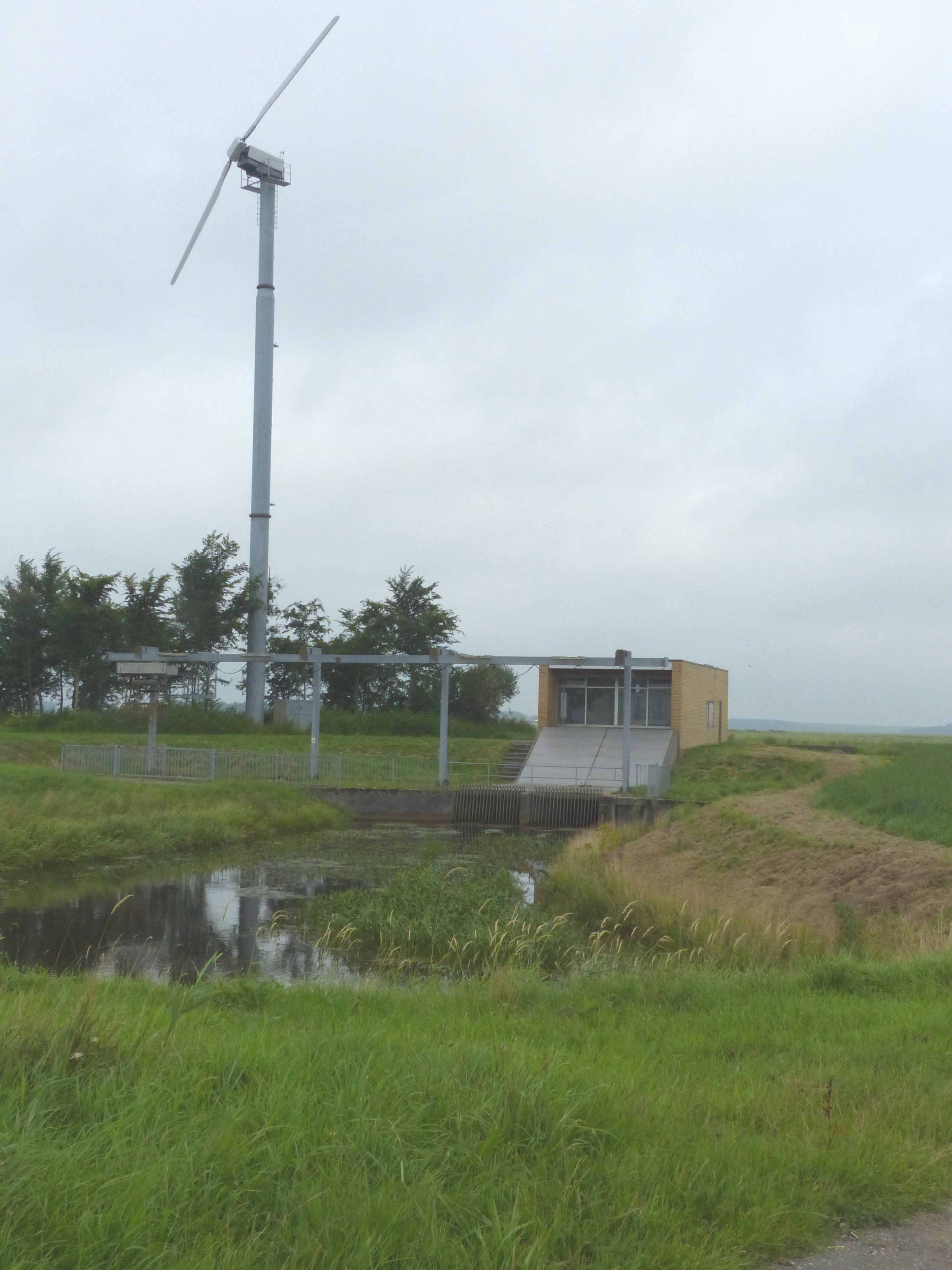
Modernes windbetriebenes Schöpfwerk bei Lageland, Provinz Groningen (NL)
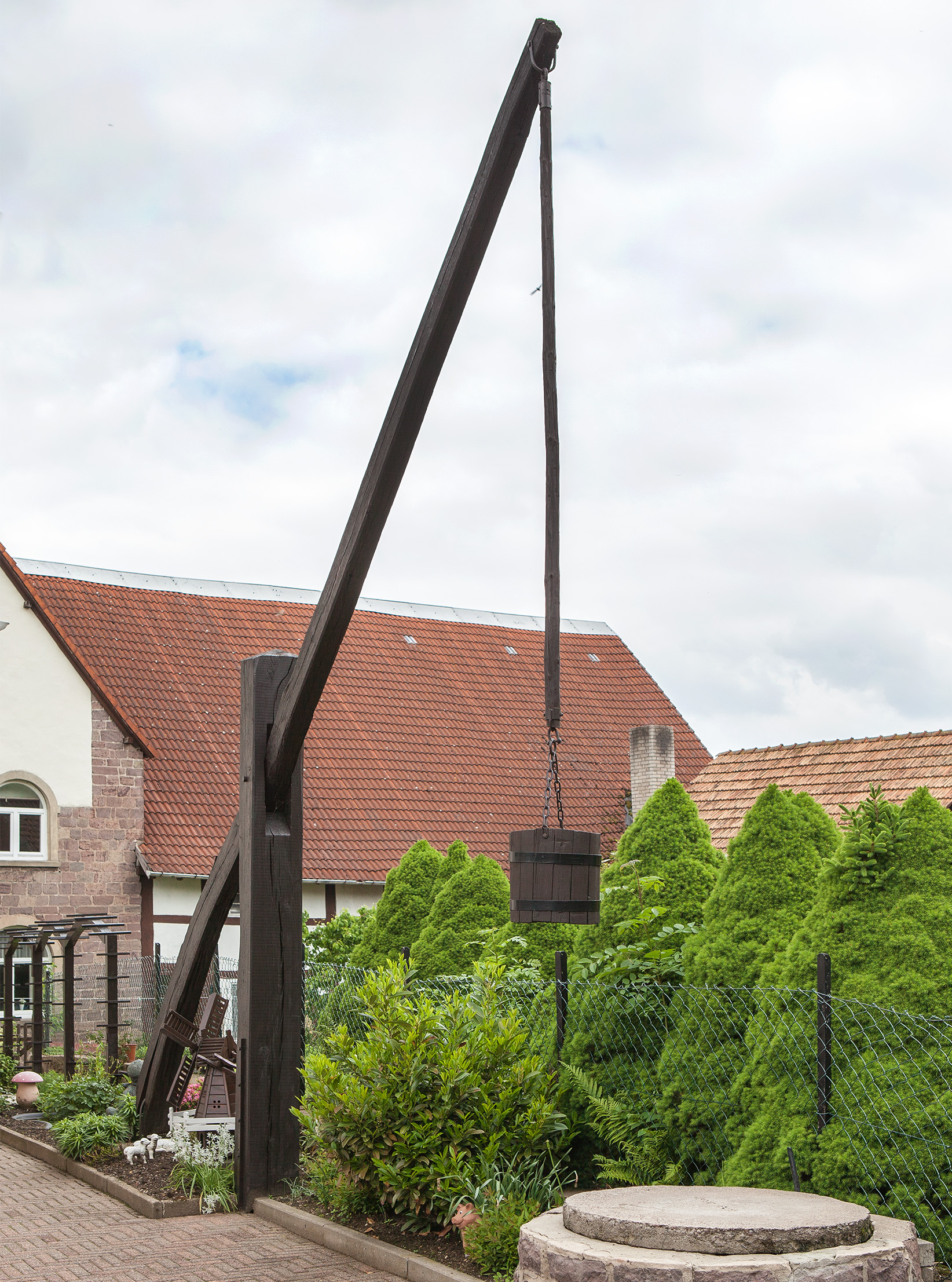
Schwingbaum mit Gegengewicht
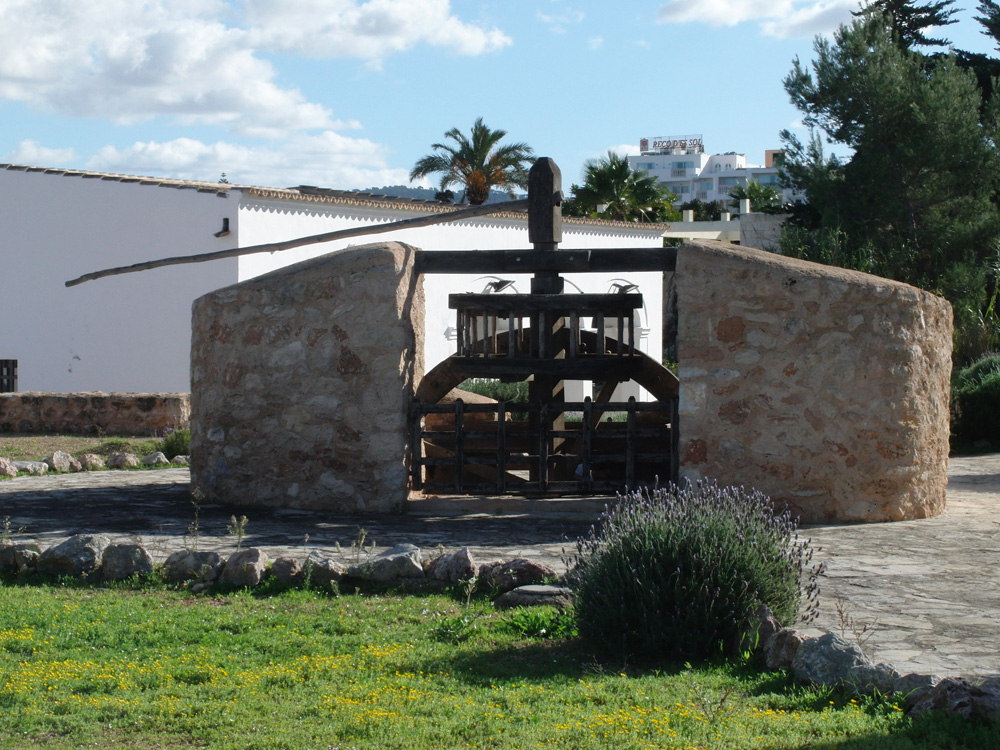
Ehemaliges Schöpfwerk mit Göpelantrieb auf Ibiza, dort als Noria oder Sènia bezeichnet
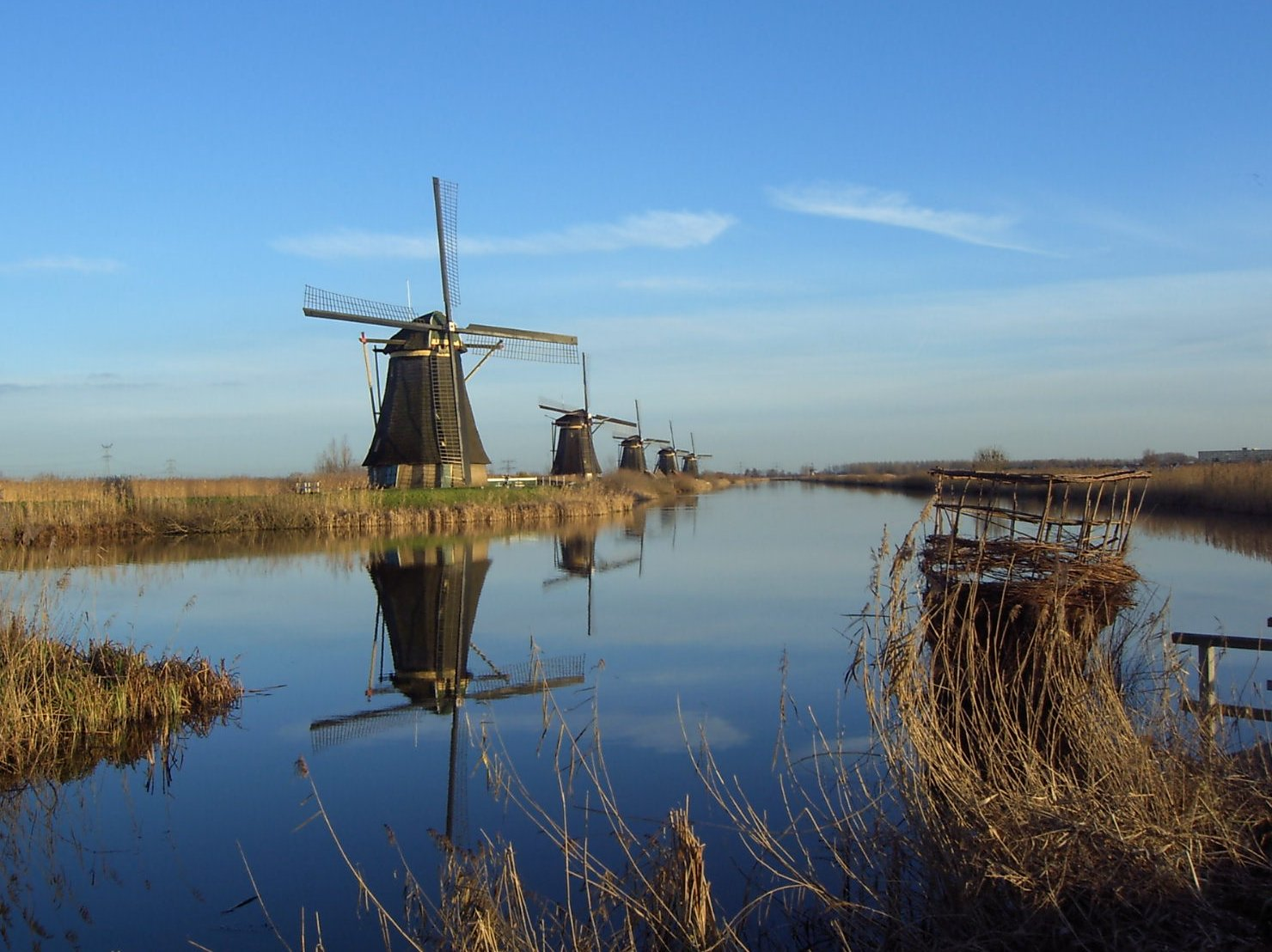
Schöpfmühlen in Kinderdijk, Niederlande
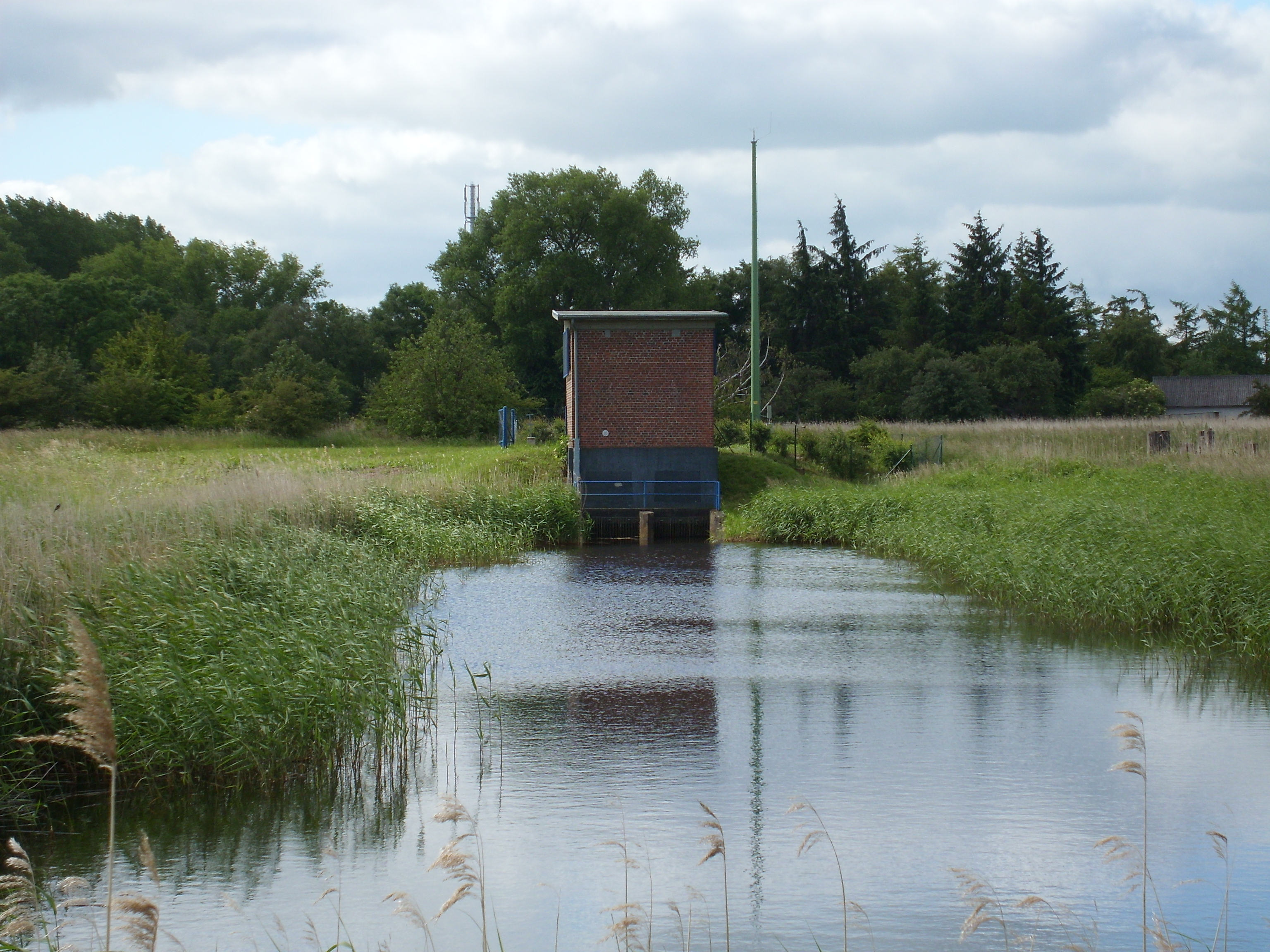
Schöpfwerk Eisenhammer am nördlichen Deich des Ryck in  Greifswald
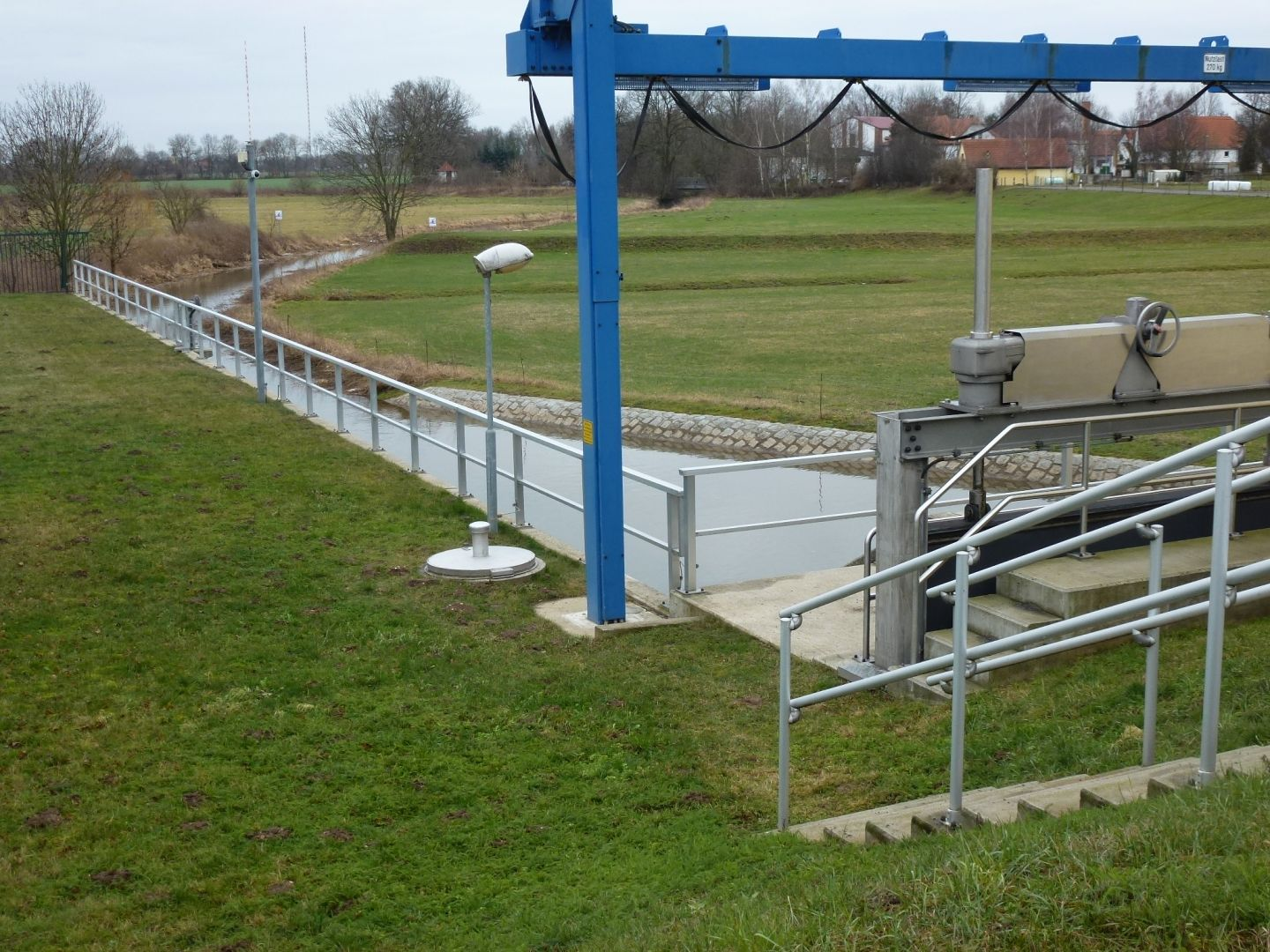
Schöpfwerk Kleindalzig am Profener Elstermühlgraben, hebt dessen Wasser in die Weiße Elster
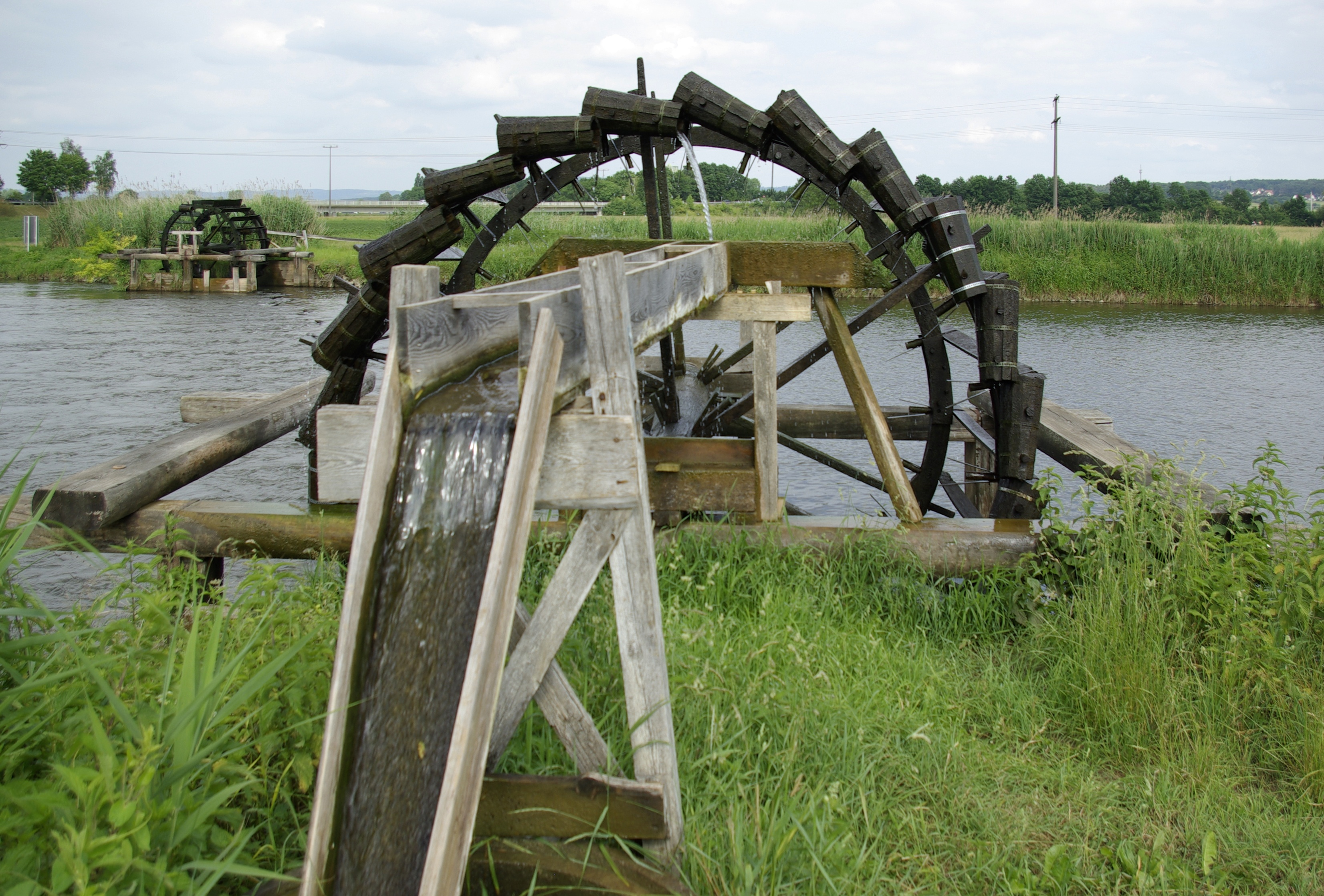
Möhrendorfer Wasserschöpfrad